# 仙台市立幸町小学校
仙台市立幸町小学校（せんだいしりつ さいわいちょうしょうがっこう）は、宮城県仙台市宮城野区幸町2丁目にある公立小学校。

## 概要
幸町地区の人口増加に伴い、従来の小松島小学校だけでは対応仕切れなくなり、新設の幸町小学校が開校した。

## 沿革
出典
- 1971年（昭和46年）
  - 4月1日 - 仙台市立小松島小学校より分離開校。第1期校舎建築工事竣工。当時の住所は、仙台市原町小田原字上八合。
  - 4月8日 - 開校式挙行[2]。開校時点の学級数14学級、児童数594名、教職員数21名。
  - 5月4日 - 四つ葉児童会発足。
  - 6月12日 - 父母教師会創立。
  - 10月3日 - 校歌・校章制定し、披露。
- 1972年（昭和47年）
  - 3月16日 - 第1回卒業式挙行。最初の卒業生は74名。
  - 7月10日 - 鋼板プール落成。
  - 9月17日 - 第2期校舎建築工事着工。
- 1973年（昭和48年）
  - 4月20日 - 第2期校舎建築工事竣工（普通教室6、校長室、職員室1/2）。
  - 8月8日 - 屋内運動場建設工事着工。
  - 10月8日 - 第3期校舎建築工事着工。
  - 10月22日 - 校地南側境界土止め完了。
- 1974年（昭和49年）
  - 3月1日 - 校印制定。
  - 5月31日 - 第3期校舎建築工事竣工（普通教室4、放送室、保健室、休養室、湯沸室、職員室1/2、図書準備室、理科準備室、音楽準備室）。
  - 12月2日 - 築山完成。
- 1976年（昭和51年）
  - 3月15日 - 屋内運動場西側に松植樹。
  - 5月31日 - 校地南側フェンス完成。
  - 7月5日 - 住居表示整理実施により、所在地が、所在地名変更　仙台市幸町2丁目19番1号になる。
  - 7月7日 - 第4期校舎建築工事着工。
  - 10月3日 - 開校5周年記念式挙行。
- 1977年（昭和52年）
  - 3月23日 - 第4期校舎建築工事竣工（全校舎落成・図工室、図書室、理科室、音楽室）。
  - 5月10日 - 据置式受水槽竣工。
- 1978年（昭和53年）
  - 4月7日 - 正門・東通用門完成。
  - 4月15日 - 校地西側境界フェンス完成。
  - 6月12日 - 17時14分頃に発生した宮城県沖地震により、甚大な被害が生じた。
- 1979年（昭和54年）
  - 3月17日 - 四つ葉児童会旗制定。
  - 7月6日 - プール浄化装置設置工事竣工。
  - 8月31日 - 木製体育遊具施設完成。
- 1980年（昭和55年）
  - 2月22日 - 体育館への渡廊下建設工事竣工。
  - 3月15日 - プレハブ校舎（2教室）設置。
  - 7月31日 - 屋外便所竣工。
  - 11月18日 - 屋外倉庫建設（青葉土建より寄贈）
- 1981年（昭和56年）
  - 2月26日 - 西側通用門完成。
  - 4月1日 - 仙台市立枡江小学校が分離開校。
  - 4月3日 - 体育館にバスケットボール取り付け。
  - 4月14日 - 学童農園実施。
  - 7月8日 - 飼育小屋完成（青葉土建より寄贈）。
  - 10月2日 - 開校10周年記念式挙行。校木（キンモクセイ）制定し、植樹。
- 1982年（昭和57年）
  - 4月1日 - 校地北側に歩行者道路完成（水路蓋かけ利用）。
  - 4月20日 - 歩道分離柵完成。
  - 4月30日 - 校地北側フェンスと通用門完成。
- 1983年（昭和58年）
  - 3月31日 - 滑り台付ジャングルジム完成。
  - 6月30日 - プール全面塗装。
  - 8月2日 - 体育館照明工事（水銀灯に改良）。
- 1984年（昭和59年）
  - 8月1日 - 学級増により図工室を普通教室に転用。
  - 12月24日 - トイレ凍結防止、節水制御、漏水監視装置設置。
- 1985年（昭和60年）8月24日 - 体育館床面改修工事完了。
- 1986年（昭和61年）
  - 3月25日 - テレビ共同視聴設備設置。
  - 4月1日 - 学級増により保健室を普通教室に転用。
  - 6月2日 - 仮称幸町南小学校準備委員会発足。
  - 12月23日 - 体育館トイレ凍結防止装置設置。
- 1987年（昭和62年）
  - 2月17日 - マイコン電話に切り替え（5台）。
  - 4月1日 - 仙台市立幸町南小学校が分離開校。
  - 5月6日 - プレハブ昇降口解体。
  - 5月14日 - 特別教室転用解除。
  - 8月3日 - 築山改修，芝はり（ＰＴＡバザーによる）
  - 8月18日 - 防犯警報装置設置
  - 8月20日 - 教室黒板改修（7教室鉄製に）。
  - 11月14日 - 最後の収穫祭（学童農園終了）。
- 1988年（昭和63年）
  - 1月29日 - 廊下掲示用学区地図完成。
  - 5月19日 - 図工室前砂場を教材園に改修。
  - 8月4日 - 一部掲示板クロス張り替え。
- 1989年（平成元年）
  - 1月9日 - 校庭東側教材園完成。
  - 1月19日 - 屋上改修工事完了。
  - 1月30日 - 体育館屋根塗装工事完了。
  - 1月31日 - 玄関前学校園完成。
  - 8月25日 - アスベスト壁改修。
  - 10月10日 - 屋体放送機器更新。
  - 12月24日 - 外部放送機器設備完了。
- 1990年（平成2年）
  - 6月7日 - 非常通報機器更新設置。
  - 9月15日 - 南通用門設置（澤口哲夫氏寄贈による）。
- 1991年（平成3年）
  - 4月9日 - 家庭科室クロス張り替え。
  - 8月12日 - 北通用門設置（澤口哲夫氏寄贈による）。
  - 10月31日 -  水道改修工事完了。
  - 11月8日 - 開校20周年記念式挙行。
  - 11月9日 - 開校記念式実行委員会より、校旗と目指す児童像パネルが寄贈された。
- 1992年（平成4年）
  - 2月4日 - 正門に「仙台市立幸町小学校」看板設置。
  - 9月12日 - 休業土曜日開放事業（月1回学校週5日制）開始。
  - 10月4日 - 幸町学区民大運動会実施
  - 10月29日 - 階段踊り場窓に手すり棒設置。
- 1993年（平成5年）
  - 2月17日 -  図書室机（10）椅子（40）を入れ替え。
  - 3月4日 - 一輪車20台新規購入（ベルマークとバザー収益による）。
  - 5月7日 - 体育館南側に屋外倉庫設置（幸町学区町内会連合会・同体育振興会寄贈による）。
  - 8月31日 - 校舎北側塗装、正門側分離柵、校庭東門側排水溝設置工事完了。
  - 10月31日 - 校舎東便所全面改修工事完了。
- 1994年（平成6年）
  - 2月28日 - 校長室机（4）椅子（20）を入れ替え。
  - 3月17日 - 校地境界フェンス補修完了。
  - 9月26日 - 受水槽・高置水槽補修し、全面塗装工事完了。
  - 9月30日 - 台風26号により、各教室に雨水が吹き込み、同日開催予定だった市小体陸上記録会が10月11日に延期された。
  - 10月18日 - 校庭南ケヤキ剪定。
  - 11月22日 - プール全面塗装工事完了。
  - 12月3日 - 体育館雨樋改修工事完了。
- 1995年（平成7年）
  - 1月7日 - 廊下床と東階段天井補修工事完了。
  - 1月27日 - 17日に発生した阪神淡路大震災で、義援金協力を行った。
  - 2月2日 - 玄関上と校章補修完了。
  - 3月9日 - 駐車場塗装を行い、図工室前排水路設置。
  - 4月15日 - 体育館暗幕交換。
  - 5月31日 - プール洗体槽改修完了。
  - 8月1日 - 体育館演台更新。
  - 9月5日 - キューピクルフェンス張り替え。
  - 9月8日 - 校舎内照明全面改修完了。
  - 10月2日 - 校舎南雨水枡ふた交換。
  - 10月3日 -  非常階段改修完了。
  - 12月27日 - 家庭科室床張り替え完了。
- 1996年（平成8年）
  - 2月1日 - 凍結のため、受水層バルブ破損（3月修理完了）。
  - 3月19日 - 学校ゴミ収集用倉庫新設。
  - 3月28日 - 飼育小屋屋根と体育館通路腰板を張り替え。
  - 7月25日 - 校庭築山植栽工事完了。
  - 8月3日 - 消火栓管取り替え工事完了。
  - 10月22日 - 校庭暗渠排水工事完了。
  - 10月25日 - 遊具塗装完了
  - 12月18日 - 情報教育室備品・機器設置完了。
- 1997年（平成9年）
  - 3月1日 - 体育館ステージ幕の一部を取り替え。
  - 3月31日 - 西昇降口玄関庇改修。
  - 7月15日 - 放送室テレビ機器設置。
  - 8月11日 - ガス配管取り替え工事。
  - 8月21日 - 東昇降口シャッター部分取り付け。
  - 10月25日 - 校舎耐震検査実施。
  - 10月30日 - 百葉箱設置。
- 1998年（平成10年）
  - 3月24日 - つくしんぼ学級閉級。
  - 4月1日 - 特殊学級（けやき学級）開設。
  - 7月9日 - プール機械室の集毛器交換。
  - 8月1日 - 緊急通報システムを警備会社に委託。
  - 8月7日 - FF暖房機（23台）設置完了。
  - 8月18日 - ガス暖房機（家庭科室と理科室）設置完了。
  - 11月27日 - 校庭バスケットボール（取り外し式）設置。
- 1999年（平成11年）
  - 2月10日 - 卓球台（2台）設置（バザー収益による）。
  - 3月26日 - 受水槽ポンプ自動制御盤取り替え。
  - 5月10日 - 寄贈により、プレハブ物置設置。
  - 9月14日 - 給食受け入れ口に牛乳保冷庫設置。
  - 10月3日 - 学区民運動会共催開催。
- 2000年（平成12年）
  - 4月13日 - 職員室流しを修理。
  - 7月31日 - 給食受け入れ口改修工事
  - 8月7日 - 保健室に暖房器を設置。
  - 9月14日 - 体育館トイレ工事。
  - 10月1日 - 火災通報装置設置。
  - 11月3日 - キューピクル搬入し、設置。
- 2001年（平成13年）
  - 1月3日 - プールろ過機塗装工事。
  - 1月18日 - 高架水槽凍結防止工事。
  - 2月2日 - 視聴覚室と児童会室のタイル張りを行う。
  - 8月28日 - 防犯用警報機設置。
  - 9月2日 - 音楽室のピアノを交換。
  - 10月6日 - 開校30周年記念式典挙行。
  - 12月6日 - ひろびろトイレ並びに身障者用通路を整備。
- 2002年（平成14年）
  - 2月15日 - 校内放送施設更新並びにリモコン設置。
  - 3月31日 - 校内LAN設置並びにパソコン室コンピューターを更新。平成13年度における各種設備補修（屋上フェンス、体育館扉、水飲場、床タイル、校舎外壁、校庭南門、西門）。
  - 4月1日 - 新学習指導要領完全実施による2学期制開始。
  - 4月15日 - スロープ手すり工事実施。
  - 7月1日 - 体育館通気用下窓戸板修理。
  - 7月11日 - 四つ葉祭り開催。
  - 7月23日 - この日から11月13日まで、水道給水設備等改修工事実施。
  - 8月12日 - 築山修理工事。
  - 11月25日 - 体育館天井梁工事。
- 2003年（平成15年）
  - 1月29日 - この日から3月14日まで、プール循環器設備改修工事実施。
  - 2月7日 - デジタル電話回線工事完了（テレビ会議システム）。同日、荒町小学校院内学級と本校4年2組との交流開始。
  - 3月31日 - 特殊学級「けやき1組（知的学級）」閉鎖。
  - 4月1日 - 特殊学級「けやき2組（肢体不自由児学級）」 開設。
  - 5月16日 - プール水道設備改修。
  - 10月14日 - プールブロック塀改善工事。学校敷地内禁煙完全実施。
- 2004年（平成16年）
  - 1月15日 - 地震計設置。
  - 1月26日 - 不審者侵入対策避難訓練し、防犯教室開催。
  - 3月24日 - 校舎東側流しステンレス改修取付。
  - 4月9日 - 「子供まもらいだー」巡回開始。
  - 6月22日 - 校庭鉄棒修理。
  - 6月23日 - 校庭遊具修理。
  - 6月24日 - 職員女子トイレ工事、体育館トイレ修理。
  - 8月4日 - 機械警備設置工事。
  - 8月25日 - 受水槽配管修理。
  - 12月2日 - 玄関センサーライト取付。
  - 12月24日 - 西階段下修理工事。
  - 12月27日 - 東階段4階壁修理工事。
- 2005年（平成17年）
  - 4月8日 - 東門門扉改修工事。
  - 10月2日 - 地域防災訓練（引き渡し訓練）実施。
  - 11月28日 - 体育館耐震工事開始。
- 2006年（平成18年）
  - 3月7日 - 体育館耐震工事完了。
  - 4月18日 - 天水桶設置。
  - 5月26日 - この日から28日まで、アスベスト工事実施。
- 2007年（平成19年）
  - 1月22日 - この日から2月2日まで、アスベスト完全撤去工事実施。
  - 2月6日 - この日か9日まで、南門付近側溝工事実施。
  - 8月17日 - 東門公道前に校名看板設置。
  - 9月29日 - 金魚等観察池整備。
  - 11月30日 - 全校児童人文字の航空写真撮影実施。
  - 12月10日 - 校舎東側（第一期工事部分）の天井板ネジ止め補強工事実施。
- 2008年（平成20年）
  - 4月22日 - 校舎耐震補強工事・外壁改修・西便所改修工事着工。
  - 8月2日 - 屋上高架水槽交換工事。
  - 10月15日 - 正門門扉改修工事。
  - 10月29日 - 校内LAN更新、教育用パソコン更新工事。
  - 11月22日 - 消防用受水槽設置工事。
- 2009年（平成21年）
  - 2月13日 - 校舎耐震補強工事・外壁改修・西便所改修工事完成。
  - 3月31日 - 特別支援学級けやき3組（肢体不自由児学級）閉鎖。
  - 6月14日 - 特別支援学級けやき2組（情緒障害児学級）閉鎖。
- 2010年（平成22年）1月28日 - 体育館周辺外灯照明タイマー設置。
- 2011年（平成23年）
  - 3月11日 - 14時46分頃、東北地方太平洋沖地震（東日本大震災）発生。同日、避難所開設（体育館･保健室・けやき1組・活動室・SC室・1階トイレ）。
  - 4月1日 - 特別支援学級けやき2組（情緒障害児学級）開設
  - 4月9日 - 避難所が閉鎖された。
  - 9月30日 - 開校40周年を祝う会開催。
- 2012年（平成24年）7月28日 - 同日から翌日まで、幸町サマーフェスティバルファイナル開催。
- 2014年（平成26年）8月3日 - 第1回幸町納涼祭開催。
- 2020年（令和2年）3月 - 新型コロナウイルス感染症拡大防止のため、5月31日まで臨時休校となる[3]。
- 2021年（令和3年）3月 -  1人1台の端末整備[3]。

## 児童数
- 2023年 - 271人

## 学区
出典
- 宮城野区
  - 幸町1丁目
  - 幸町2丁目（3～7番、14～22番）
  - 幸町3丁目（1～9番）
  - 二の森（1～10番、17～23番）
- 青葉区
  - 高松3丁目（19～22番）

## 進学先中学校
出典
- 仙台市立幸町中学校

## 周辺
- 紅羽会さいわい町ファミリークリニック - 敷地が隣接。
- セブンイレブン仙台幸町2丁目店 - 仙台市道をはさんで、敷地が隣接。
- 学校法人幸学園さいわい幼稚園 - 進学前幼稚園のひとつ。
- 幸町郵便局

## アクセス
- 仙台市営バス「60」系統・「110」系統・「S110」系統・「115」系統で、「幸町小学校前」停留所下車。